# Ain Yoon
Ain Yoon (Seúl, Corea del Sur, 24 de septiembre de 1996) es una pianista y concertista de música clásica coreana. A los ocho años de edad actuó por primera vez con una orquesta.

## Biografía y trayectoria
Desde muy joven Ain Yoon mostró cualidades para la música. A los cuatro años de edad interpretó su primer recital y a los ocho años actuó con una orquesta por primera vez. Vivió en Gimpo hasta los doce años y en 2005 se trasladó a Moscú para estudiar con la pianista georgiana Elisso Virsaladze, en la Escuela Central de Música del Conservatorio de Moscú. Se graduó en 2012, summa cum laude y al año siguiente, en 2013, grabó su primer disco en solitario First Impression, 13 Years Ain Debut.
Su relación con los medios comenzó muy pronto, participando en el programa Kultura TV de la televisión rusa, en el año 2008 y en diferentes programas de la radio de Corea, como KBS 1TV "Classic Odyssey" y  KBS Classic FM Radio. La crítica la reconoció como una niña prodigio del piano.
Además de Rusia y Corea, recorrió otros países con sus recitales de piano en solitario y con orquestas internacionales, como la Orquesta Sinfónica de Incheon, la Orquesta de Cámara KT (Corea del Sur), la Orquesta Sinfónica de Shumen (Bulgaria), la Orquesta Filarmónica de Kaunas (Lituania), la Sinfónica de Volgogrado, la Sinfónica de Naberezhnye Chelny, la Sinfónica de Kostroma, la Sinfónica de Samara, la Sinfónica de Petrozavodsk, la Sinfónica de Novgorod (Rusia), la Orquesta Sinfónica de la Escuela Central de Música, la Orquesta Académica Música Viva, la Orquesta de Cámara del Kremlin, la Orquesta del Centro Slobodkina (Moscú).  
Grabó su primer CD en solitario en 2013ː First Impression, 13 Years Ain Debut
A lo largo de su trayectoria profesional actuó en la Casa-Museo de Tchikovsky en Klin (Rusia), El Kumho Art Hall de Corea, participó en el Festival internacional de música de verano de Varna (Bulgaria) y la Sala de Cámara KT de Corea o en su Corea natal como en Letonia, Lituania, Estonia, Bulgaria, Italia o Estados Unidos.
Su primer concierto en España, se celebró en Madrid, dentro del Ciclo de Música Clásica Corea 2022, organizado por el Centro Cultural de la Embajada de la República de Corea y en colaboración con el Círculo de Bellas Artes. El recital incluyó seis piezas de Mozart y Liszt, dedicando al público español la Rhapsodie espagnole incluida en el repertorio.

## Premios

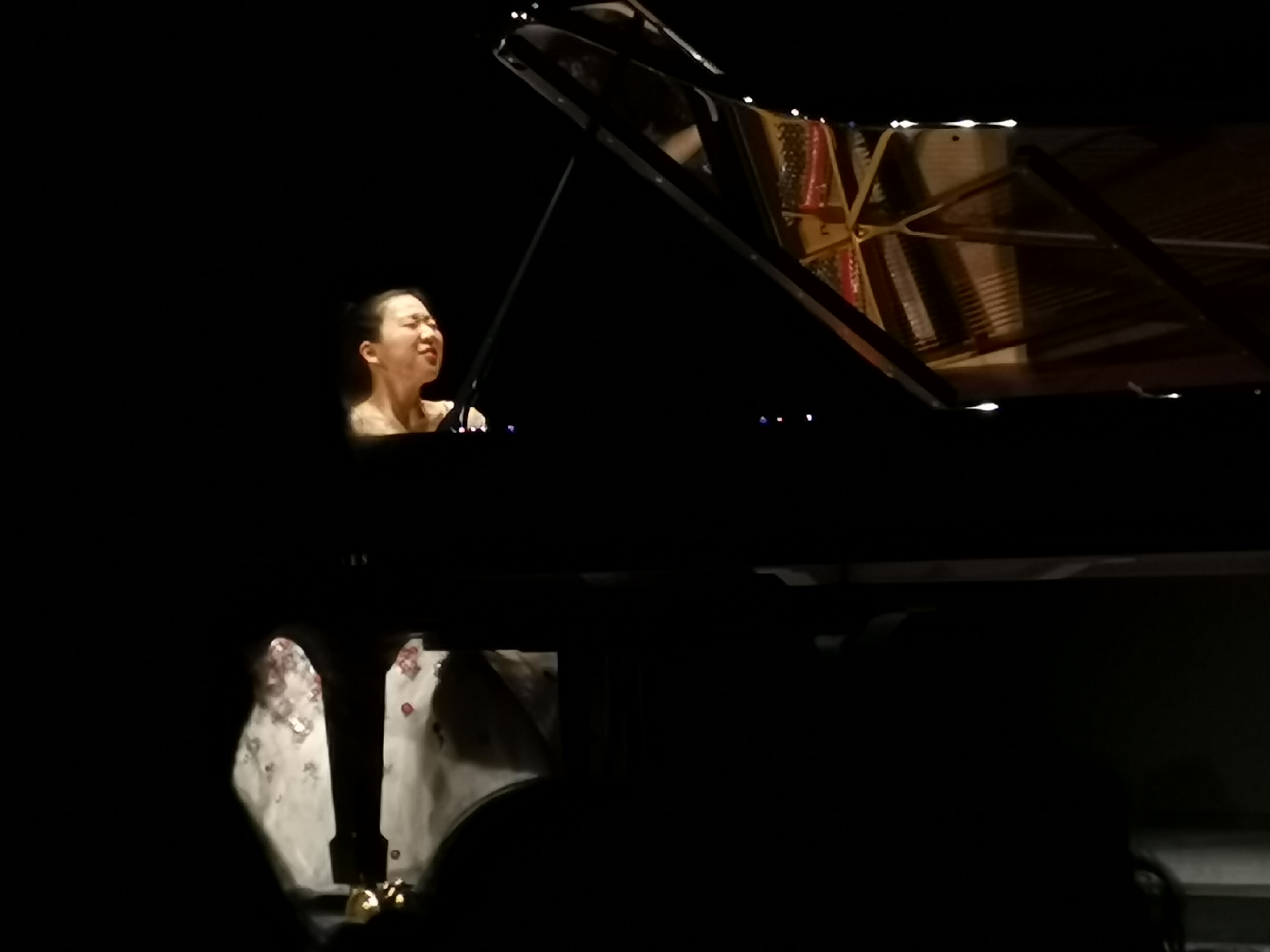
Debut de Ain Yoon en el Círculo de Bellas Artes de Madrid (17/04/2022)

Ain Yoon recibió numerosos premios en concursos nacionales e internacionales, entre los que destacanː
- 2015ː 1er premio del Concurso Internacional Pancho Vladigerov (Bulgaria, shumen).[7]
- 2014ː 1er premio en el XII Concurso y Festival Nacional de Jóvenes Pianistas llamado K.N. Igumnov (Rusia, Lipetsk).[8]
- 2008ː 1er premio en el Primer Concurso Internacional de Bach Rosalyn Tureck (Estados Unidos, Nueva York).[9]

Obtuvo otros reconocimientos, como el segundo premio del VIII Concurso Internacional de Jóvenes Pianistas de la Universidad de Artes Serebryakova (Rusia, Volgogrado), el segundo premio del III Concurso Internacional de Jóvenes Pianistas F. Chopin (Estonia, Narva) y el tercer premio del 7º Concurso Internacional de Televisión para Jóvenes Músicos 'Cascanueces' celebrado anualmente en Moscú, Rusia.